# Alden (Illinois)
Alden statisztikai település az USA Illinois államában, McHenry megyében. Lakosainak száma 113 fő (2020. április 1.).

## Népesség
A település népességének változása:

| 2020 | 113 |